# Lista de governadores de Indiana
O Governador de Indiana é o chefe do poder executivo do estado norte-americano de Indiana e comandante das forças armadas do estado. O governador deve fazer cumprir as leis do estado e aprovar ou vetar projetos formulados pela Assembleia Geral de Indiana, convocar esse órgão público e conceder perdões, exceto em casos de traição ou afastamento judicial.
Enquanto ainda era um território, Indiana teve dois governadores nomeados pelo presidente dos Estados Unidos. Desde que virou estado em 1816, Indiana teve 47 governadores, servindo em um total de 49 mandatos; Isaac P. Gray e Henry F. Schricker são os únicos governadores a servirem em dois mandatos não-consecutivos. Os governadores com mandato mais longo são Otis R. Bowen e Evan Bayh, com oito anos e quatro dias no cargo. William Henry Harrison, governador do território, serviu por mais de doze anos. O governador com mandato mais curto foi Henry Smith Lane, que serviu durante apenas dois dias antes de renunciar para se tornar um Senador dos Estados Unidos. O atual governador é Mike Braun, que assumiu o cargo em 13 de janeiro de 2025.

## Governadores
Os Estados Unidos adquiriram a terra que tornaria-se Indiana depois da Guerra de Independência. A região estava originalmente organizada como o Território do Noroeste, consistindo de toda a terra dos Estados Unidos ao norte e noroeste do Rio Ohio. O Território de Indiana foi separado do Território do Noroeste em 1800.

### Governadores do território de Indiana
O Território de Indiana foi formado em 4 de julho de 1800, e consistia dos atuais estados da Indiana, Illinois, Wisconsin e partes de Michigan e Minnesota. O território do Michigan foi separado em 30 de junho de 1805 e o território de Illinois em 1 de março de 1809, deixando Indiana com suas divisas atuais. De 1 de outubro de 1804 a 4 de julho de 1805, o Distrito da Luisiana estava sob a jurisdição do território de Indiana.
| Nº | Governador       | Governador             | Início do mandato      | Fim do mandato         | Dias no cargo | Nomeado por   |
| -- | ---------------- | ---------------------- | ---------------------- | ---------------------- | ------------- | ------------- |
| 1  |                  | William Henry Harrison | 13 de maio de 1800     | 28 de dezembro de 1812 | 4 612         | John Adams    |
| 1  | Thomas Jefferson | William Henry Harrison | 13 de maio de 1800     | 28 de dezembro de 1812 | 4 612         |               |
| 1  | James Madison    | William Henry Harrison | 13 de maio de 1800     | 28 de dezembro de 1812 | 4 612         |               |
| –  | John Gibson      | John Gibson            | 28 de dezembro de 1812 | 3 de março de 1813     | 65            | interino      |
| 2  |                  | Thomas Posey           | 3 de março de 1813     | 7 de novembro de 1816  | 1 345         | James Madison |

### Governadores do Estado de Indiana
Indiana entrou na União em 11 de dezembro de 1816. A constituição estadual original de 1816 previa uma eleição para governador e vice-governador a cada três anos. A segunda constituição de 1851 e a atual aumentaram os mandatos para quatro anos e estabeleceram o início do mandato como sendo na segunda segunda-feira do primeiro mês de janeiro após a eleição. Os governadores tinham permissão para servirem por quatro anos em um período de oito anos, mas isso foi estendido por uma emenda em 1972 que permitia que os governadores servissem oito anos em qualquer período de doze anos. Se o cargo de governador ficar vago, o vice-governador torna-se governador. Nove vice-governadores ascenderam ao governo. Se o cargo de vice-governador ficar vago, o presidente do Senado de Indiana torna-se governador; isso ocorreu em apenas uma ocasião, quando James B. Ray sucedeu William Hendricks.
Legenda
     Partido Democrata-Republicano      Partido Whig      Partido Democrata      Partido Republicano
| Nº | Governador        | Governador            | Início do mandato       | Fim do mandato          | Partido               | Vice-governador         |
| -- | ----------------- | --------------------- | ----------------------- | ----------------------- | --------------------- | ----------------------- |
| 1  |                   | Jonathan Jennings     | 7 de novembro de 1816   | 12 de setembro de 1822  | Democrata-Republicano | Christopher Harrison    |
| 1  | Ratliff Boon      | Jonathan Jennings     | 7 de novembro de 1816   | 12 de setembro de 1822  | Democrata-Republicano |                         |
| 2  |                   | Ratliff Boon          | 22 de setembro de 1822  | 5 de dezembro de 1822   | Democrata-Republicano | Vago                    |
| 3  |                   | William Hendricks     | 5 de dezembro de 1822   | 12 de fevereiro de 1825 | Democrata-Republicano | Ratliff Boon            |
| 4  |                   | James B. Ray          | 12 de fevereiro de 1825 | 7 de dezembro de 1831   | Sem partido           | John H. Thompson        |
| 4  | Milton Stapp      | James B. Ray          | 12 de fevereiro de 1825 | 7 de dezembro de 1831   | Sem partido           |                         |
| 5  |                   | Noah Noble            | 7 de dezembro de 1831   | 6 de dezembro de 1837   | Whig                  | David Wallace           |
| 6  |                   | David Wallace         | 6 de dezembro de 1837   | 9 de dezembro de 1840   | Whig                  | David Hillis            |
| 7  |                   | Samuel Bigger         | 9 de dezembro de 1840   | 6 de dezembro de 1843   | Whig                  | Samuel Hall             |
| 8  |                   | James Whitcomb        | 6 de dezembro de 1843   | 26 de dezembro de 1848  | Democrata             | Jesse D. Bright         |
| 8  | Paris C. Dunning  | James Whitcomb        | 6 de dezembro de 1843   | 26 de dezembro de 1848  | Democrata             |                         |
| 9  |                   | Paris C. Dunning      | 26 de dezembro de 1848  | 5 de dezembro de 1849   | Democrata             | Vago                    |
| 10 |                   | Joseph A. Wright      | 5 de dezembro de 1849   | 12 de janeiro de 1857   | Democrata             | James H. Lane           |
| 10 | Ashbel P. Willard | Joseph A. Wright      | 5 de dezembro de 1849   | 12 de janeiro de 1857   | Democrata             |                         |
| 11 |                   | Ashbel P. Willard     | 12 de janeiro de 1857   | 4 de outubro de 1860    | Democrata             | Abram A. Hammond        |
| 12 |                   | Abram A. Hammond      | 4 de outubro de 1860    | 14 de janeiro de 1861   | Democrata             | Vago                    |
| 13 |                   | Henry Smith Lane      | 14 de janeiro de 1861   | 16 de janeiro de 1861   | Republicano           | Oliver P. Morton        |
| 14 |                   | Oliver P. Morton      | 16 de janeiro de 1861   | 23 de janeiro de 1867   | Republicano           | Conrad Baker            |
| 15 |                   | Conrad Baker          | 23 de janeiro de 1867   | 13 de janeiro de 1873   | Republicano           | William Cumback         |
| 16 |                   | Thomas A. Hendricks   | 13 de janeiro de 1873   | 8 de janeiro de 1877    | Democrata             | Leonidas Sexton         |
| 17 |                   | James D. Williams     | 8 de janeiro de 1877    | 20 de novembro de 1880  | Democrata             | Isaac P. Gray           |
| 18 |                   | Isaac P. Gray         | 20 de novembro de 1880  | 10 de janeiro de 1881   | Democrata             | Vago                    |
| 19 |                   | Albert G. Porter      | 10 de janeiro de 1881   | 12 de janeiro de 1885   | Republicano           | Thomas Hanna            |
| 20 |                   | Isaac P. Gray         | 12 de janeiro de 1885   | 14 de janeiro de 1889   | Democrata             | Mahlon Dickerson Manson |
| 21 |                   | Alvin Peterson Hovey  | 14 de janeiro de 1889   | 23 de novembro de 1891  | Republicano           | Ira Joy Chase           |
| 22 |                   | Ira Joy Chase         | 23 de novembro de 1891  | 9 de janeiro de 1893    | Republicano           | Vago                    |
| 23 |                   | Claude Matthews       | 9 de janeiro de 1893    | 11 de janeiro de 1897   | Democrata             | Mortimer Nye            |
| 24 |                   | James A. Mount        | 11 de janeiro de 1897   | 14 de janeiro de 1901   | Republicano           | William S. Haggard      |
| 25 |                   | Winfield T. Durbin    | 14 de janeiro de 1901   | 9 de janeiro de 1905    | Republicano           | Newton W. Gilbert       |
| 26 |                   | Frank Hanly           | 9 de janeiro de 1905    | 11 de janeiro de 1909   | Republicano           | Hugh Thomas Miller      |
| 27 |                   | Thomas R. Marshall    | 11 de janeiro de 1909   | 13 de janeiro de 1913   | Democrata             | Frank J. Hall           |
| 28 |                   | Samuel M. Ralston     | 13 de janeiro de 1913   | 8 de janeiro de 1917    | Democrata             | William P. O'Neill      |
| 29 |                   | James P. Goodrich     | 8 de janeiro de 1917    | 10 de janeiro de 1921   | Republicano           | Edgar D. Bush           |
| 30 |                   | Warren T. McCray      | 10 de janeiro de 1921   | 30 de abril de 1924     | Republicano           | Emmett Forrest Branch   |
| 31 |                   | Emmett Forrest Branch | 30 de abril de 1924     | 12 de janeiro de 1925   | Republicano           | Vago                    |
| 32 |                   | Edward L. Jackson     | 12 de janeiro de 1925   | 14 de janeiro de 1929   | Republicano           | F. Harold Van Orman     |
| 33 |                   | Harry G. Leslie       | 14 de janeiro de 1929   | 9 de janeiro de 1933    | Republicano           | Edgar D. Bush           |
| 34 |                   | Paul V. McNutt        | 9 de janeiro de 1933    | 11 de janeiro de 1937   | Democrata             | M. Clifford Townsend    |
| 35 |                   | M. Clifford Townsend  | 11 de janeiro de 1937   | 13 de janeiro de 1941   | Democrata             | Henry F. Schricker      |
| 36 |                   | Henry F. Schricker    | 13 de janeiro de 1941   | 8 de janeiro de 1945    | Democrata             | Charles M. Dawson       |
| 37 |                   | Ralph F. Gates        | 8 de janeiro de 1945    | 10 de janeiro de 1949   | Republicano           | Richard T. James        |
| 38 |                   | Henry F. Schricker    | 10 de janeiro de 1949   | 12 de janeiro de 1953   | Democrata             | John A. Watkins         |
| 38 | Rue J. Alexander  | Henry F. Schricker    | 10 de janeiro de 1949   | 12 de janeiro de 1953   | Democrata             |                         |
| 39 |                   | George N. Craig       | 12 de janeiro de 1953   | 14 de janeiro de 1957   | Republicano           | Harold W. Handley       |
| 40 |                   | Harold W. Handley     | 14 de janeiro de 1957   | 9 de janeiro de 1961    | Republicano           | Crawford F. Parker      |
| 41 |                   | Matthew E. Welsh      | 9 de janeiro de 1961    | 11 de janeiro de 1965   | Democrata             | Richard O. Ristine      |
| 42 |                   | Roger D. Branigin     | 11 de janeiro de 1965   | 13 de janeiro de 1969   | Democrata             | Robert L. Rock          |
| 43 |                   | Edgar Whitcomb        | 13 de janeiro de 1969   | 8 de janeiro de 1973    | Republicano           | Richard E. Folz         |
| 44 |                   | Otis R. Bowen         | 8 de janeiro de 1973    | 12 de janeiro de 1981   | Republicano           | Robert D. Orr           |
| 45 |                   | Robert D. Orr         | 12 de janeiro de 1981   | 9 de janeiro de 1989    | Republicano           | John Mutz               |
| 46 |                   | Evan Bayh             | 9 de janeiro de 1989    | 13 de janeiro de 1997   | Democrata             | Frank O'Bannon          |
| 47 |                   | Frank O'Bannon        | 13 de janeiro de 1997   | 13 de setembro de 2003  | Democrata             | Joe E. Kernan           |
| 48 |                   | Joe E. Kernan         | 13 de setembro de 2003  | 10 de janeiro de 2005   | Democrata             | Kathy Davis             |
| 49 |                   | Mitch Daniels         | 10 de janeiro de 2005   | 14 de janeiro de 2013   | Republicano           | Becky Skillman          |
| 50 |                   | Mike Pence            | 14 de janeiro de 2013   | 9 de janeiro de 2017    | Republicano           | Sue Ellspermann         |
| 50 | Eric Holcomb      | Mike Pence            | 14 de janeiro de 2013   | 9 de janeiro de 2017    | Republicano           |                         |
| 51 |                   | Eric Holcomb          | 9 de janeiro de 2017    | 13 de janeiro de 2025   | Republicano           | Suzanne Crouch          |
| 52 |                   | Mike Braun            | 13 de janeiro de 2025   | presente                | Republicano           | Micah Beckwith          |